# Szász Királyság
A Szász Királyság 1806–1918 között fennállt német állam, elődje a Szász Választófejedelemség (Kurfürstentum Sachsen) volt, a Német-római Birodalom tagállama. A napóleoni háborúk során a Birodalom 1806-ban megszűnt. Szászország a Napóleontól elszenvedett katonai vereségek nyomán csatlakozott a napóleoni szövetségi rendszerhez, a Rajnai Szövetséghez, és a franciák oldalán részt vett a további koalíciós háborúkban. Ennek fejében Napóleon császár Szászországot királyság rangjára emelte. Napóleon veresége után, 1815-ben Szászország a győztes Poroszország dominanciája alá került, területi veszteségeket szenvedett el. A Német Szövetség, majd 1867-ben a porosz vezetésű Északnémet Szövetség tagja lett, 1871-ben a Német Császárság tagállama lett, az első világháborús vereséget követő 1918-as német forradalom hatására Szász Szabadállam néven köztársasággá, a Weimari köztársaság részévé vált. Fővárosa Drezda.

## Történelmi előzmények
A 18. századi szász választófejedelmek lengyel királyi címet is viseltek: I. Frigyes Ágost szász választófejedelem 1697-től kezdve II. („Erős”) Ágost néven Lengyelország királya volt. 1733-tól fia, II. Frigyes Ágost választófejedelem követte a lengyel trónon, mint III. („Kövér”) Ágost király. Ennek fia, Frigyes Keresztély választófejedelem 1763-ban csupán néhány hétig uralkodott Szászországban, lengyel királynak már nem választották meg. Az ő fia, III. („Igazságos”) Frigyes Ágost választófejedelem trónra lépése után két évvel, 1765-ben lemondott Lengyelország koronájáról. Három évtizeddel később, 1791. május 3-án a szejm új lengyel alkotmányt hirdetett ki, ebben Frigyes Ágostot a lengyel királyi trón jogos örökösének jelölték, de Lengyelország harmadik felosztása miatt trónját nem foglalhatta el.
1806-ban a Szász Választófejedelemség csatlakozott a Napóleon elleni negyedik koalícióhoz, melyet Poroszország és a Habsburg Birodalom vezetett. 1806. október 14-én a jénai és az auerstädti csatákban Napóleon csapatai megsemmisítő vereséget mértek a porosz és a szász seregekre. Szászország francia katonai megszállás alá került. A szorult helyzetbe jutott Szászország 1806. december 11-én Posenben (Poznańban) különbékét írt alá Franciaországgal. Ennek értelmében kivált a háborúból, belépett a Napóleon által irányított Rajnai Szövetségbe (2. cikkely), és lemondott néhány türingiai területről (7. cikkely). A szász állam vállalta, hogy a római katolikus egyháznak az evangélikussal (lutheránussal) azonos jogokat biztosít (5. cikkely). Kárpótlásul Szászország megkapta a Poroszországtól elcsatolt Cottbus környékét (6. cikkely), és Napóleon császár – Bajorországhoz és Württemberghez hasonlóan – Szászországot is a királyság rangjára emelte (3. cikkely). 1806. december 20-án az uralkodó III. („Igazságos”) Frigyes Ágost választófejedelmet I. Frigyes Ágost néven Szászország első királyává nyilvánították. A választófejedelem Napóleon császár kezéből vehette át Szászország királyi koronáját. Néhány hónap múlva, Oroszország legyőzése után Napóleon az 1807. július 9-i tilsiti békeszerződésben kikényszerítette a francia védnökség alatt álló Varsói Hercegség megalakítását, ennek uralkodójává I. Frigyes Vilmos szász királyt tette meg.

## Államterület 1806–07-ben
A Szász Királyság területe a Szász Választófejedelemség területét foglalta magába. A választófejedelemség területi fejlődésének fő állomásai ezek voltak: 1423-ban császár a szász választófejedelmi méltóságot (Kurwürde) a Meisseni Őrgrófság Wettin-házi őrgrófjaira ruházta. 1547-ben e méltóságot V. Károly császár megvonta a Wettin-ház Ernő-ágától és az Albert-ágnak adta (a schmalkaldeni háborút lezáró ún. wittenbergi kapituláció értelmében), továbbá az 1635-ös prágai békében a Habsburgoktól megszerezték Alsó- és Felső-Lausitz tartományokat.
A Szász Királyság megalakulásakor, 1806 végén az alábbi területeket foglalta magába:
- a régi Meisseni Őrgrófságot (Markgrafschaft Meißen),
- a régi Szász-Wittenbergi Hercegséget (Sachsen-Wittenberg), Wittenberg fővárossal
- a régi Felső-Lausitz Őrgrófság területeit (Bautzen], Görlitz, Löbau, Zittau stb.),
- a régi Alsó-Lausitz Őrgrófság területeit Lübben, Guben, Sorau, Fürstenberg),
- a szekularizált kolostorbirtokokat (a régi Meisseni, Merseburgi, Naumburg-Zeitz-i püspökségek birtokait),
- a régi Szász-Querfurti hercegséget, Jüterboggal és Dahméval együtt,
- a Harz-vidéki Stolberg és Mansfeld grófságok birtokait (Eisleben, Hettstedt),
- a cottbusi enklávét (Alsó-Lausitz Őrgrófság területébe ékelődve), melyet Poroszország az 1807-es tilsiti békeszerződésben kényszerült átadni Szászországnak.

## A Szász Királyság történelme, politikája, gazdasága

A Szász Királyság határai a bécsi kongresszus (1815) után

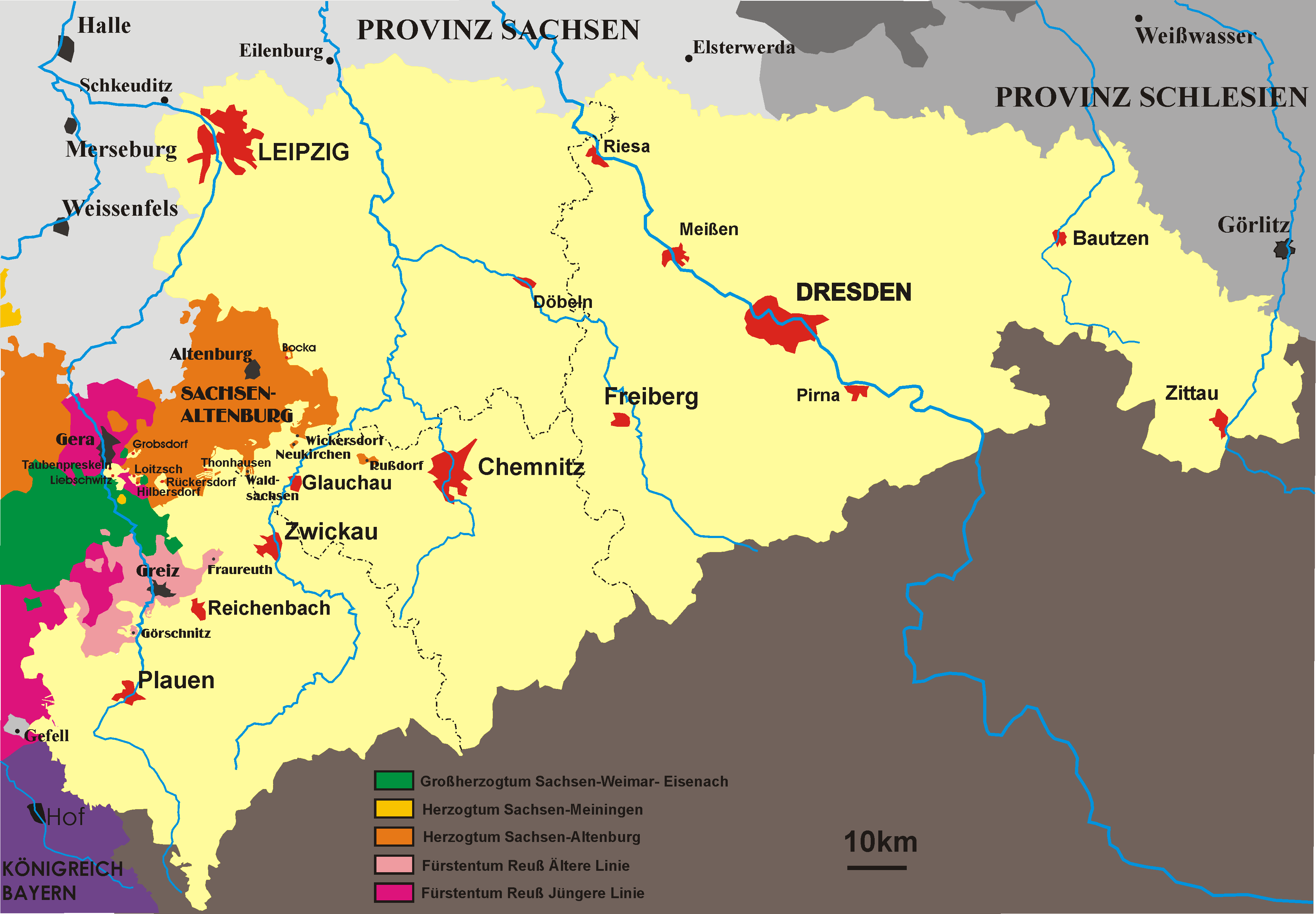
A Szász Királyság 1815–1918 között

A Szász Királyság Napóleon oldalán vett részt a hatodik koalíciós háborúban, csak az 1813-as  lipcsei csatavesztés után próbált áttérni a szövetségesek oldalára. Az 1815-ös bécsi kongresszuson a győztes Poroszország kikényszerítette a Szász Királyság felosztását, jelentős területeket elcsatolva tőle. Az ország a Német Szövetség tagja lett, ahol Ausztriát támogatta.
A Szász Királyságnak át kellett alakulnia abszolút monarchiából alkotmányos királysággá, és modern jogrendszert kellett kiépítenie. 1831-ben kihirdették a szász alkotmányt. Megindult az ipari fejlődés, Szászország Közép-Európa egyik vezető ipari gazdaságává fejlődött. Az 1834-ben megalakult Német Vámunióban Szászország gazdasági vezető szerepre tört. 1837-től gyorsuló ütemben épült ki Szász Királyi Államvasutak hálózata. 1835-ben közigazgatási reformot hajtottak végre, felszámolták az örökös tartományok működő körzeti elöljáróságokat (Kreishauptmannschaft) és Felső-Lausitzban örökölt főhivatali irodákat (Oberamtsregierung), helyettük négy körzeti igazgatóságot (Kreisdirektion) alakítottak, Bautzen, Drezda, Lipcse és Zwickau központokkal.

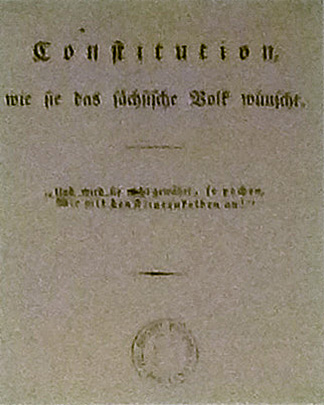
„Szászország népének alkotmánya” (címlap)

Az átalakulás nem ment társadalmi feszültség és politikai felfordulás nélkül. 1830 őszén zavargások törtek ki, 1849 májusában Drezdában kitört a májusi felkelés (Maiaufstand).  A felkeléseket porosz intervenciós csapatok verték le, utána a szigorú megtorló elnyomás évei (Reaktionsära) következtek (1849–1854). 1865-ben hatályba lépett az új polgári törvénykönyv.
1866-ban a Szász Királyság – nem utolsósorban a poroszellenes Friedrich Ferdinand von Beust szász miniszterelnök politizálása miatt Poroszország megszállta Szászországot. A porosz–osztrák háborúban az osztrák és szász csapatok súlyos vereséget szenvedtek. A Szász Királyság állami önállósága teljesen megszűnt, Poroszország az ország teljes területének bekebelezését tervezte. Csak Ferenc József osztrák császár közbenjárása és Alfred von Fabrice gróf, szász lovassági tábornok, hadügyminiszter jó tárgyalási taktikája tudta ezt megakadályozni. Szászország államiságának megtartásáért az országnak be kellett lépnie a poroszok által dominált Északnémet Szövetségbe. A szász haderőt a poroszok feloszlatták, Fabrice tábornoknak egyetlen szász hadosztály megtartását engedélyezték, a királyság felségjeleivel, egyenruhájával, ezt is a Német Szövetségnek rendelték alá. E feltételekkel a Szász Királyság fennmaradhatott.
1870–71-ben a Szász Királyság már az Északnémet Szövetség (azaz Poroszország) oldalán vett részt a Franciaország elleni háborúban. 1871-ben az újonnan kikiáltott Német Császárság tagállama lett. Amikor a fegyverszüneti tárgyalásokon a franciak megmakacsolták magukat, Otto von Bismarck birodalmi kancellár Fabrice tábornokot, szász hadügyminisztert bízta meg a tárgyalások vezetésével. Ő lett a megszállt francia területek német katonai főkormányzója, és nagy szerepe volt a béketárgyalások sikeres lefolytatásában.
A társadalmi feszültségek éleződése 1870 ellentétes tendenciák párhuzamos erősödését hozta. Megerősödött a marxista szociáldemokrata mozgalom, vele szemben szerveződtek a militarista hatalmi csoportok. 1873–74-ben Szászországban kialakították a közigazgatástól elkülönített, független bírósági jogszolgáltatást.
A Lipcsei Vásár a Frankfurti Vásár egyenrangú vetélytársává nőtt. A nagy áttörés az 1895-ös lipcsei árumintavásárral jött el. A tömeggyártás bevezetése a klasszikus kisipar pusztulásával járt, ez nagy tömegek proletarializálódását, szélsőséges elszegényedést (pauperizmust), és látványos pénzügyi összeomlásokat hozott magával, a legnagyobb károkat a Lipcsei Bank összeomlása okozta 1901-ben.
Az első világháborús német vereség és gazdasági összeomlás nyomán kitört az 1918 novemberi forradalom, mely megdöntötte a monarchiát. November 9-én Hermann Fleißner szociáldemokrata politikus, a népbiztosok tanácsának tagja kikiáltotta a Szász Szabadállamot, amely a Weimari köztársasághoz csatlakozott. November 13-án III. Frigyes Ágost, Szászország utolsó királya a ruhlandi Guteborn kastélyban lemondott. Richard Lipinski miniszterelnök vezetésével alkotmányozási folyamat indult, 1919 februárjára kidolgozták az előzetes alaptörvényt, majd 1920. november 1-jén kihirdették a Szász Szabadállam köztársasági alkotmányát.

## Az állam címere

A királyság nagycímere (tartozékok nélkül)

A Szász Királyság 1889. június 7-én kihirdetett nagycímere kétszer vágott, háromosztatú pajzs, osztott pajzstalppal. Mezői:
| - 1. mező: Meisseni Őrgrófság (Meißen) - 2. mező: Türingiai Tartománygrófság - 3. Türingiai Palotagrófság (Lauchstädt) - 4. Szász Palotagrófság (Pfalz Allstedt) - 6. Pleißenland (Pleißen) | - 7. Vogtland - 9. Orlamünde Grófság - 10. Mark Landsberg grófság - 11. Felső-Lausitz Őrgrófság - 12. Eisenbergi Őrgrófság (Türingia) |

Az arany koronával díszített szívpajzson (5 és 8. mezők) a Szász Hercegség címere, átlós zöld rutasorral. A pajzstalpon Altenburg Várgrófság és Henneberg Grófság címerei. A nagycímert körülvevő további tartozékok (a teljes címert lásd az infoboxban): sisakdíszek Vogtland, Türingia, a Szász Hercegség (a szász örökös tartományok), Meißen és Felső-Lausitz szimbólumai. A pajzsot két arany oroszlán fogja közre, a dinasztia házi rendjele (Rautenkrone) keresztjével és jelszavával: „Providentiae memor” („A Gondviselést észben tartva”).

## A Szász Királyság uralkodói (Szászország királyai)
| Uralkodott | Király                         | Élt/halt    | Megjegyzés |
| ---------- | ------------------------------ | ----------- | --- |
| 1806–1827  | I. Frigyes Ágost, az Igazságos | (1750–1827) | 1763-tól III. Frigyes Ágost néven Szászország választófejedelme, 1791-től Lengyelország választott királya, 1807–1815 között Varsó hercege; Frigyes Keresztély választófejedelem fia |
| 1827–1836  | I. Antal, a Jóságos            | (1755–1836) | I. Frigyes Ágost király öccse |
| 1836–1854  | II. Frigyes Ágost              | (1797–1854) | Antal király unokaöccse, Miksa trónörökös herceg fia |
| 1854–1873  | I. János                       | (1801–1873) | II. Frigyes Ágost király öccse |
| 1873–1902  | I. Albert                      | (1828–1902) | János király fia |
| 1902–1904  | I. György                      | (1832–1904) | János király fia, Albert király öccse |
| 1904–1918  | III. Frigyes Ágost             | (1865–1932) | György király fia (1918-ban lemondott) |

## Kapcsolódó irodalom
Hivatali névjegyzékek, helységnévtárak
- Königlich-Sächsischer Hof- und Staats-Calender, Leipzig 1807–1813;
- Königlich-Sächsischer Hof-, Civil- und Militär-Staat, Leipzig 1819–1828;
- Übersicht der königl.-sächs. Hof-, Staats- und Militair-Behörden, Leipzig 1832;
- Staatshandbuch für das Königreich Sachsen, Dresden 1837–1914.
- Stamm- und Rang-Liste der Königl.-Sächsischen Armee, Dresden 1807–1849;
- Rangliste der Königl.-Sächsischen Armee, Dresden 1850–1914;
- Hof- und Militär-Handbuch für Sachsen. XII und XIX. (1. und 2. K.S.) Armeekorps, Stuttgart 1900;

Történelmi szakmunkák
- Rudolf Kötzschke - Hellmut Kretzschmar: Sächsische Geschichte. 2 kötetben, Drezda, 1935. (Utánnyomás 1 kötetben, Frankfurt am Main, 1965 / Augsburg 1995. 299-397. old.
- Walter Schlesinger: Handbuch der historischen Stätten, 8. kötet Sachsen, 2. kiadás, Stuttgart 1990, LII–LXX. old.
- Karlheinz Blaschke - Susanne Baudisch: Historisches Ortsverzeichnis von Sachsen, új kiadás 2 kötetben, Lipcse, 2006. (2. kötet: Quellen und Materialien zur sächsischen Geschichte und Volkskunde).